# Cruz Azul Hidalgo
Club Deportivo Social y Cultural Cruz Azul Hidalgo, znany najczęściej jako Cruz Azul Hidalgo – meksykański klub piłkarski z siedzibą w mieście Jasso, w stanie Hidalgo. Obecnie gra w Liga de Ascenso (II szczebel rozgrywek). Jest filią pierwszoligowego Cruz Azul. Domowe mecze rozgrywa na stadionie Estadio 10 de Diciembre, mogącym pomieścić 17 tysięcy widzów.